# Ghanta Ghar (Katmandou)

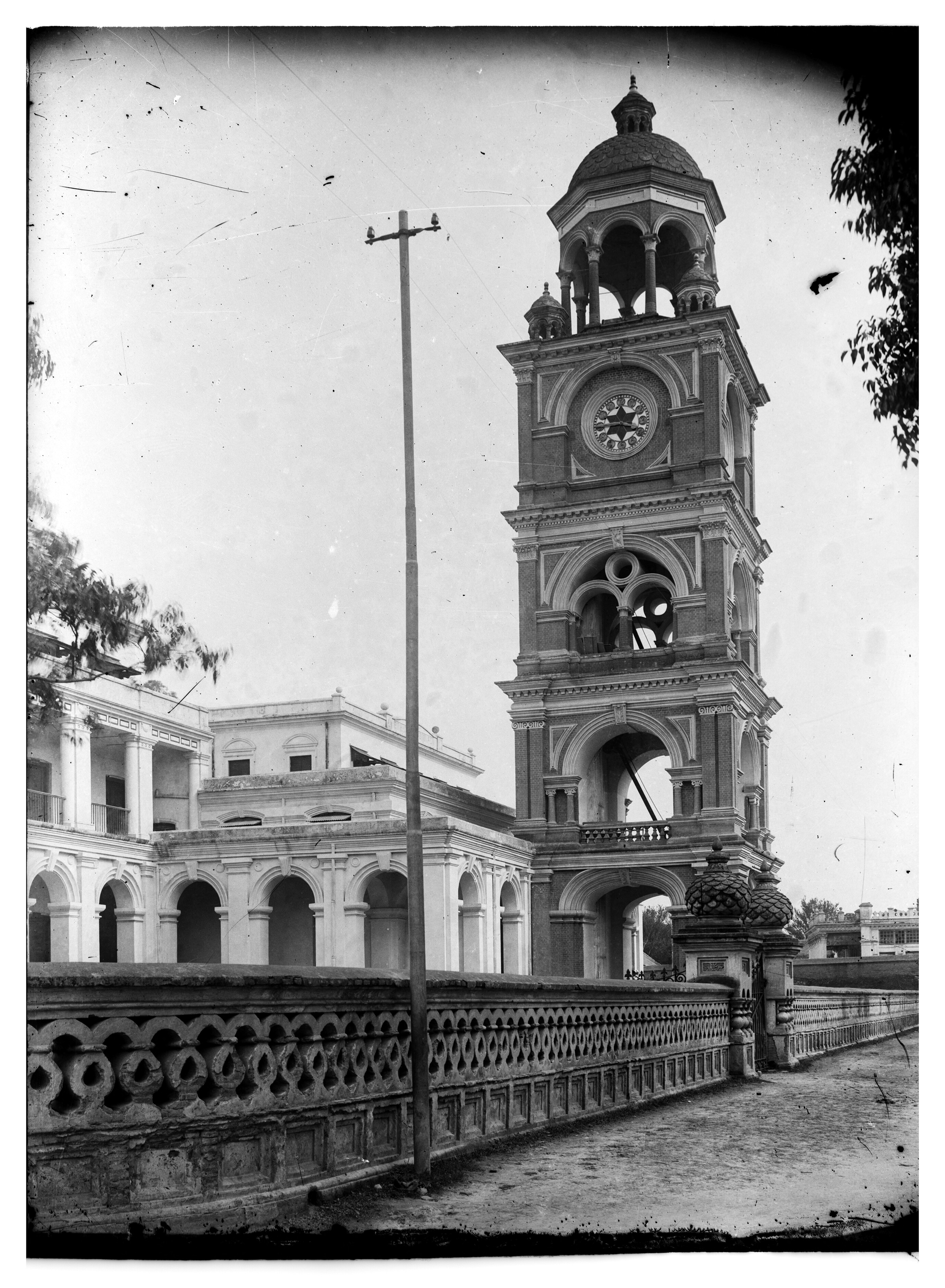
Ghanta Ghar dans son style architectural d'origine au milieu des années 1920

Le Ghanta Ghar (घन्टाघर), situé dans la capitale Katmandou, est la plus ancienne tour horloge du Népal. Elle se trouve en face de Rani Pokhari (fameux plan d'eau artificiel) et près du Trichandra College (en). Elle a été construite par le Premier ministre de la dynastie Rana (en) Bir Shumsher (en). La tour horloge d'origine a été conçue d'après Big Ben de Londres, l'influence occidentale s'étant infiltrée dans l'architecture népalaise à l'époque Rana. Le Ghanta Ghar actuel a été reconstruit après le tremblement de terre de 1990, à l'emplacement de l'ancienne tour, détruite par le séisme,,.

## Étymologie
Le nom Ghanta Ghar est composé de deux mots népalais, « Ghanta » et « Ghar », qui signifient respectivement « Heure » et « Maison ».

## Galerie

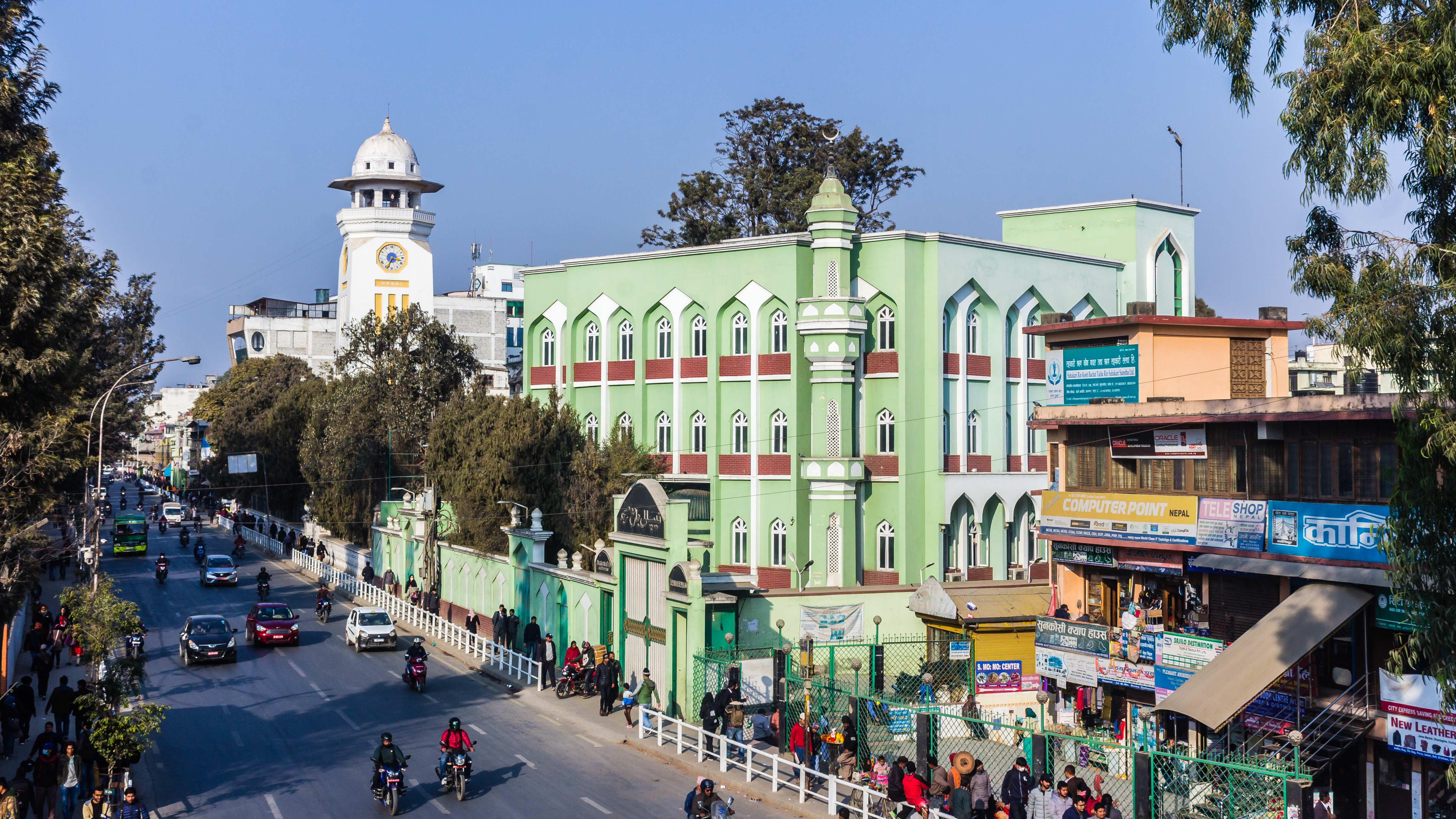
Ghanta Ghar et Nepali Jame Masjid, 2018.
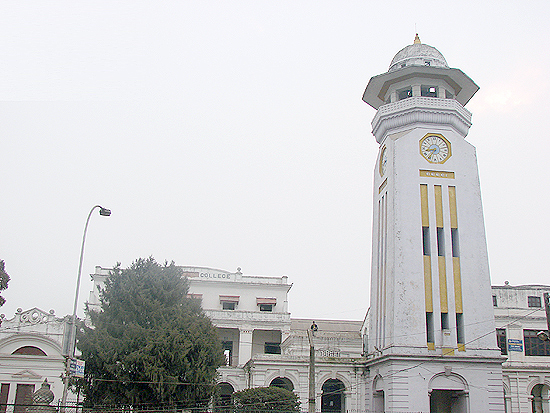
Ghanta Ghar, 2007